# Ceci Juno
María Cecilia Jurado Noboa, más conocida como Ceci Juno, (Guayaquil, 12 de febrero de 1992) es una cantante y compositora ecuatoriana. Empezó su carrera musical a la edad de cinco años y desde entonces ha experimentado con diferentes géneros musicales, tales como el pop, pop rock, R&B, entre otros.
En 2016, Ceci Juno obtiene el título de musicoterapeuta en Berklee College of Music; desde entonces, ha combinado su faceta como intérprete y su profesión en la que ayuda a personas de todas las edades a recuperarse de enfermedades neurológicas a través de la música.

## Biografía
Desde los inicios de su carrera, Ceci ha sido parte de algunos proyectos musicales tales como Seven To Five, Buhofónicos, Ceci & Sebastian y ahora dedicándose por entero a su carrera como solista.
De su participación como vocalista de Buhofónicos se destacan canciones como 'Aviones de papel', 'La gran pregunta', 'Dejavú', mientras que con Ceci & Sebastian tuvo la oportunidad de realizar una versión de la banda sonora de 'La La Land' que logró más de 30.000 visualizaciones en su canal de YouTube, logrando un reconocimiento por parte de Lionsgate y el director Damien Chazelle.
Al poco tiempo, tuvo la oportunidad de compartir escenario con el compositor mexicano Armando Manzanero y ser parte de la representación ecuatoriana en la gira de Jorge Drexler en Ecuador.
En noviembre de 2018, Ceci colaboró en el tema 'Let's Go Sexy' junto a la agrupación guayaquileña Man de Barro, mientras que cerró el año con 'Todo va a pasar', tema que realiza junto a la cantante y compositora ecuatoriana Luz Pinos.
En 2019 llega su primer álbum de estudio llamado 'Fantasmas', que la lleva a explorar su crecimiento y sus experiencias negativas del pasado.

## Discografía

### EP
- 'Libre | Espacio' (2017)[8]

### Álbumes
- 'Fantasmas' (2019)[7]

### Sencillos
- 'Keep Swimming'  (2017)
- 'Fantasmas' (2018)
- 'Ahora Sé' (2018)
- 'Todo va a pasar' (2018)
- 'Cecilia' (2019)
- 'Después de ti' (2020)[9]